# ديف باريت
ديف باريت (بالإنجليزية: Dave Barrett)‏ (و. 1930 – 2018 م) هو سياسي، وأخصائي اجتماعي كندي، ولد في فانكوفر، كان عضوًا في الحزب الديمقراطي الجديد، توفي في فكتوريا ، كولومبيا البريطانية، عن عمر يناهز 88 عاماً، بسبب مرض آلزهايمر.

## مناصب
تولى منصب عضو مجلس العموم الكندي (21 نوفمبر 1988–25 أكتوبر 1993)
- عضو الجمعية التشريعية لكولومبيا البريطانية ‏ (3 يونيو 1976–1 يونيو 1984)
- Leader of the Opposition (British Columbia) [الإنجليزية]‏ (1975–1984)
- Premier of British Columbia [الإنجليزية]‏ (15 سبتمبر 1972–22 ديسمبر 1975)
- عضو الجمعية التشريعية لكولومبيا البريطانية ‏ (12 سبتمبر 1966–11 ديسمبر 1975)
- عضو الجمعية التشريعية لكولومبيا البريطانية ‏ (12 سبتمبر 1960–12 سبتمبر 1966)..

## التعليم
تعلم في جامعة سياتل، وجامعة سانت لويس.

## جوائز
حصل على جوائز منها:
- ضابط وسام كندا.